# Euploea dudgeonis
Euploea dudgeonis är en fjärilsart som beskrevs av Hagen 1897. Euploea dudgeonis ingår i släktet Euploea och familjen praktfjärilar. Inga underarter finns listade i Catalogue of Life.